# Parrocchie dell'arcidiocesi di Ferrara-Comacchio

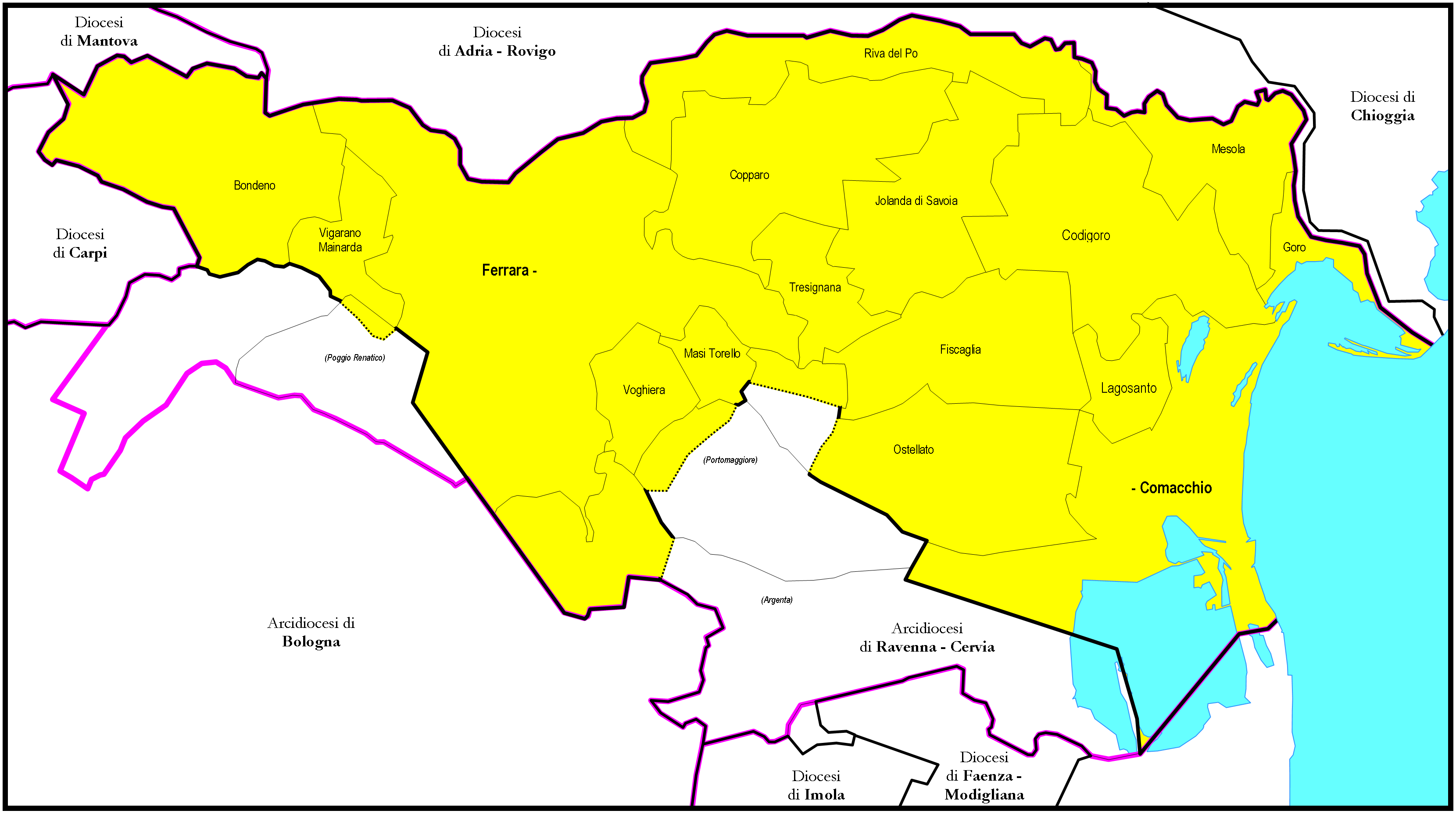
Il territorio dell'arcidiocesi

L'arcidiocesi di Ferrara-Comacchio comprende 169 parrocchie.

## Vicariati
L'arcidiocesi è organizzata in 8 vicariati.

### Vicariato del Beato Giovanni Tavelli da Tossignano
| Parrocchia            | Patrono                            | Comune            | Frazione/Quartiere    | Web |
| --------------------- | ---------------------------------- | ----------------- | --------------------- | --- |
| Bondeno               | Natività della Beata Vergine Maria | Bondeno           | centro                |     |
| Burana                | San Giacomo il Maggiore Apostolo   | Bondeno           | Burana                |     |
| Casaglia              | San Giacomo Apostolo               | Ferrara           | Casaglia              |     |
| Coronella             | Beata Vergine del Rosario          | Poggio Renatico   | Coronella             |     |
| Gavello               | Sant'Antonio di Padova             | Bondeno           | Gavello               |     |
| Madonna Boschi        | Santa Maria dei Boschi             | Poggio Renatico   | Madonna Boschi        |     |
| Ospitale di Bondeno   | Annunciazione di Maria Santissima  | Bondeno           | Ospitale              |     |
| Pilastri              | San Matteo apostolo ed evangelista | Bondeno           | Pilastri              |     |
| Ponte Rodoni          | Santa Maria Assunta                | Bondeno           | Ponte Rodoni          |     |
| Ponti Spagna          | Cuore Immacolato di Maria          | Bondeno           | Ponti Spagna          |     |
| Porporana             | Conversione di San Paolo           | Ferrara           | Porporana             |     |
| Ravalle               | Santi Filippo e Giacomo Apostoli   | Ferrara           | Ravalle               |     |
| Salvatonica           | Sant'Antonio di Padova             | Bondeno           | Salvatonica           |     |
| San Biagio di Bondeno | San Biagio                         | Bondeno           | San Biagio di Bondeno |     |
| Santa Bianca          | Santa Bianca                       | Bondeno           | Santa Bianca          |     |
| Scortichino           | Annunciazione                      | Bondeno           | Scortichino           |     |
| Settepolesini         | Natività di Maria Vergine          | Bondeno           | Settepolesini         |     |
| Stellata              | Natività della Beata Vergine Maria | Bondeno           | Stellata              |     |
| Vigarano Mainarda     | Santa Maria Nascente               | Vigarano Mainarda | centro                |     |
| Vigarano Pieve        | Santi Pietro e Paolo               | Vigarano Mainarda | Vigarano Pieve        |     |
| Zerbinate             | Sant'Antonio di Padova             | Bondeno           | Zerbinate             |     |

### Vicariato della Madonna delle Grazie
| Parrocchia             | Patrono                           | Comune  | Frazione/Quartiere | Web |
| ---------------------- | --------------------------------- | ------- | ------------------ | --- |
| San Paolo e Cattedrale | Conversione di San Paolo          | Ferrara | centro             |     |
| Addolorata             | Santa Maria Addolorata            | Ferrara | centro             |     |
| Gesù                   | Gesù Cristo                       | Ferrara | centro             |     |
| Immacolata             | Immacolata Concezione             | Ferrara | centro             |     |
| Madonnina              | Visitazione di Maria Vergine      | Ferrara | centro             |     |
| San Benedetto          | San Benedetto                     | Ferrara | centro             |     |
| San Gregorio           | San Gregorio Magno                | Ferrara | centro             |     |
| Santa Francesca        | Santa Francesca Romana            | Ferrara | centro             |     |
| Santa Chiara           | Santa Chiara                      | Ferrara | centro             |     |
| Santa Maria in Vado    | Annunciazione di Maria Santissima | Ferrara | centro             |     |
| Santa Maria Nuova      | Santi Maria e Biagio              | Ferrara | centro             |     |
| Santo Stefano          | Santo Stefano Protomartire        | Ferrara | centro             |     |
| Santo Spirito          | Spirito Santo                     | Ferrara | centro             |     |

### Vicariato di San Cassiano
| Parrocchia                            | Patrono                                | Comune    | Frazione/Quartiere | Web |
| ------------------------------------- | -------------------------------------- | --------- | ------------------ | --- |
| Comacchio - Concattedrale             | San Cassiano                           | Comacchio | centro             |     |
| Alberlungo                            | San Martino Vescovo                    | Ostellato | Alberlungo         |     |
| Borgo Cascina                         | Santa Maria Regina della Pace          | Fiscaglia | Borgo Cascina      |     |
| Campolungo                            | San Michele Arcangelo                  | Ostellato | Campolungo         |     |
| Comacchio - Santa Maria in Aula Regia | Santa Maria in Aula Regia              | Comacchio | centro             |     |
| Comacchio - Santo Rosario             | Beata Vergine del Rosario              | Comacchio | centro             |     |
| Fiscaglia                             | Santi Vitale e Bartolomeo              | Fiscaglia | centro             |     |
| Libolla                               | Santo Stefano papa e martire           | Ostellato | Libolla            |     |
| Lido degli Estensi                    | San Paolo di Tarso                     | Comacchio | Lido degli Estensi |     |
| Lido delle Nazioni                    | San Guido                              | Comacchio | Lido delle Nazioni |     |
| Lido di Spina                         | San Francesco d'Assisi                 | Comacchio | Lido di Spina      |     |
| Massa Fiscaglia                       | Santi Pietro e Giacomo                 | Fiscaglia | Massa Fiscaglia    |     |
| Medelana                              | Santi Giacomo e Cristoforo             | Ostellato | Medelana           |     |
| Migliarino                            | Santa Croce                            | Fiscaglia | Migliarino         |     |
| Migliaro                              | Natività della Beata Vergine Maria     | Fiscaglia | Migliaro           |     |
| Ostellato                             | Santi Pietro Apostolo e Paolo di Tarso | Ostellato | centro             |     |
| Porto Garibaldi                       | Immacolata Concezione                  | Comacchio | Porto Garibaldi    |     |
| Raibosola                             | San Giovanni Bosco                     | Comacchio | Raibosola          |     |
| Rovereto                              | Sante Maria Assunta e Lucia            | Ostellato | Rovereto           |     |
| San Giovanni d'Ostellato              | San Giovanni Battista                  | Ostellato | San Giovanni       |     |
| San Giuseppe di Comacchio             | San Giuseppe                           | Comacchio | San Giuseppe       |     |
| Vaccolino                             | San Giacomo Apostolo                   | Comacchio | Vaccolino          |     |
| Valcesura                             | Santi Margherita e Marco               | Fiscaglia | Valcesura          |     |
| Volania                               | San Carlo Borromeo                     | Comacchio | Volania            |     |

### Vicariato di San Giorgio
| Parrocchia              | Patrono                          | Comune        | Frazione/Quartiere      | Web |
| ----------------------- | -------------------------------- | ------------- | ----------------------- | --- |
| Voghiera                | Natività di Maria Vergine        | Voghiera      | centro                  |     |
| Benvignante             | Sant'Antonio di Padova           | Argenta       | Benvignante             |     |
| Bivio Correggi          | Santissima Trinità               | Ostellato     | Bivio Correggi          |     |
| Cocomaro di Cona        | Assunzione di Maria Santissima   | Ferrara       | Cocomaro di Cona        |     |
| Cocomaro di Focomorto   | San Nicolò Vescovo               | Ferrara       | Cocomaro di Focomorto   |     |
| Codrea                  | Conversione di San Paolo         | Ferrara       | Codrea                  |     |
| Cona                    | San Giovanni Battista            | Ferrara       | Cona                    |     |
| Ducentola               | San Lorenzo Martire              | Voghiera      | Ducentola               |     |
| Fossanova San Biagio    | San Biagio                       | Ferrara       | Fossanova San Biagio    |     |
| Fossanova San Marco     | San Marco Evangelista            | Ferrara       | Fossanova San Marco     |     |
| Gaibana                 | Natività di Maria Vergine        | Ferrara       | Gaibana                 |     |
| Gaibanella              | Sant'Agnese Vergine e Martire    | Ferrara       | Gaibanella              |     |
| Gambulaga               | San Giorgio Martire              | Portomaggiore | Gambulaga               |     |
| Gualdo                  | San Tommaso Becket               | Voghiera      | Gualdo                  |     |
| Marrara                 | San Giacomo il Maggiore          | Ferrara       | Marrara                 |     |
| Masi San Giacomo        | San Giacomo il Maggiore Apostolo | Masi Torello  | Masi San Giacomo        |     |
| Masi Torello            | San Leonardo di Noblac           | Masi Torello  | centro                  |     |
| Monestirolo             | Santi Vincenzo e Anastasio       | Ferrara       | Monestirolo             |     |
| Montalbano              | Sant'Antonio di Padova           | Ferrara       | Montalbano              |     |
| Montesanto              | Immacolata Concezione            | Voghiera      | Montesanto              |     |
| Ospital Monacale        | San Bartolomeo Apostolo          | Argenta       | Ospital Monacale        |     |
| Quartesana              | San Giorgio Martire              | Ferrara       | Quartesana              |     |
| Runco                   | San Sisto Papa                   | Portomaggiore | Runco                   |     |
| San Bartolomeo in Bosco | San Bartolomeo Apostolo          | Ferrara       | San Bartolomeo in Bosco |     |
| San Martino             | San Martino Vescovo              | Ferrara       | San Martino             |     |
| San Nicolò d'Argenta    | San Nicola di Bari               | Argenta       | San Nicolò              |     |
| Sant'Egidio             | Sant'Egidio                      | Ferrara       | Sant'Egidio             |     |
| Santa Maria Codifiume   | Santa Maria Maddalena            | Argenta       | Santa Maria Codifiume   |     |
| Spinazzino              | Sacro Cuore di Gesù              | Ferrara       | Spinazzino              |     |
| Traghetto               | San Giovanni Battista            | Argenta       | Traghetto               |     |
| Voghenza                | San Leo                          | Voghiera      | Voghenza                |     |

### Vicariato di Sant'Apollinare
| Parrocchia               | Patrono                                | Comune            | Frazione/Quartiere       | Web |
| ------------------------ | -------------------------------------- | ----------------- | ------------------------ | --- |
| Copparo                  | Santi Pietro e Paolo Apostoli          | Copparo           | centro                   |     |
| Albarea                  | San Nicolò Vescovo                     | Ferrara           | Albarea                  |     |
| Alberone                 | San Luigi Gonzaga                      | Riva del Po       | Alberone                 |     |
| Ambrogio                 | Annunciazione di Maria                 | Copparo           | Ambrogio                 |     |
| Ariano Ferrarese         | San Lorenzo Martire                    | Mesola            | Ariano Ferrarese         |     |
| Berra                    | San Rocco                              | Riva del Po       | Berra                    |     |
| Brazzolo                 | Santi Agata e Gaetano                  | Copparo           | Brazzolo                 |     |
| Cesta                    | Maria Santissima del Lume e della Pace | Copparo           | Cesta                    |     |
| Coccanile                | San Venanzio Martire                   | Copparo           | Coccanile                |     |
| Cologna Ferrarese        | Santa Margherita Vergine e Martire     | Riva del Po       | Cologna Ferrarese        |     |
| Cornacervina             | Assunzione di Maria                    | Fiscaglia         | Cornacervina             |     |
| Denore                   | San Giovanni Battista                  | Ferrara           | Denore                   |     |
| Formignana               | Santo Stefano Papa e Martire           | Formignana        | centro                   |     |
| Fossalta                 | Sant'Andrea Apostolo                   | Copparo           | Fossalta                 |     |
| Gallumara                | Sant'Antonio di Padova                 | Fiscaglia         | Gallumara                |     |
| Gherardi                 | San Giovanni Bosco                     | Jolanda di Savoia | Gherardi                 |     |
| Gradizza                 | Santi Lorenzo e Vito                   | Copparo           | Gradizza                 |     |
| Guarda                   | Assunzione di Maria Santissima         | Riva del Po       | Guarda                   |     |
| Jolanda di Savoia        | San Giuseppe                           | Jolanda di Savoia | centro                   |     |
| Le Contàne               | Natività di Maria                      | Jolanda di Savoia | Le Contane               |     |
| Parasacco                | San Carlo Borromeo                     | Ferrara           | Parasacco                |     |
| Rero                     | San Pietro Apostolo                    | Tresigallo        | Rero                     |     |
| Ro Ferrarese             | San Giacomo il Maggiore                | Riva del Po       | Ro Ferrarese             |     |
| Ruina                    | San Martino Vescovo                    | Riva del Po       | Ruina                    |     |
| Sabbioncello San Pietro  | San Pietro in Vincoli                  | Copparo           | Sabbioncello San Pietro  |     |
| Sabbioncello San Vittore | San Vittore Martire                    | Copparo           | Sabbioncello San Vittore |     |
| Saletta                  | San Michele Arcangelo                  | Copparo           | Saletta                  |     |
| Sant'Apollinare          | Sant'Apollinare                        | Ferrara           | Sant'Apollinare          |     |
| Serravalle               | San Francesco d'Assisi                 | Riva del Po       | Serravalle               |     |
| Tamara                   | San Giovanni Battista                  | Copparo           | Tamara                   |     |
| Tresigallo               | Sant'Apollinare Vescovo e Martire      | Tresigallo        | centro                   |     |
| Viconovo                 | Assunzione di Maria                    | Ferrara           | Viconovo                 |     |
| Villanova                | San Biagio                             | Ferrara           | Villanova                |     |
| Zocca                    | Santa Maria Assunta                    | Riva del Po       | Zocca                    |     |

### Vicariato di San Guido Abate
| Parrocchia                   | Patrono                                     | Comune    | Frazione/Quartiere      | Web |
| ---------------------------- | ------------------------------------------- | --------- | ----------------------- | --- |
| Codigoro - San Martino       | San Martino Vescovo                         | Codigoro  | centro                  |     |
| Bosco Mesola                 | Madonna del Rosario                         | Mesola    | Bosco Mesola            |     |
| Caprile                      | Immacolata Concezione e Santa Maria Goretti | Codigoro  | Caprile                 |     |
| Codigoro - B. V. del Rosario | Beata Vergine del Rosario                   | Codigoro  | centro                  |     |
| Gorino                       | Santa Maria della Mercede                   | Goro      | Gorino                  |     |
| Goro                         | Santa Maria delle Grazie                    | Goro      | centro                  |     |
| Marozzo                      | Sant'Appiano                                | Lagosanto | Marozzo                 |     |
| Massenzatica                 | Santi Pietro e Paolo                        | Mesola    | Massenzatica            |     |
| Mesola                       | Santa Maria Nascente                        | Mesola    | centro                  |     |
| Mezzogoro                    | Santi Pietro e Paolo Apostoli               | Codigoro  | Mezzogoro               |     |
| Monticelli                   | Santa Maria Regina                          | Mesola    | Monticelli              |     |
| Pomposa                      | Santa Maria Assunta                         | Codigoro  | Pomposa                 |     |
| Pontelangorino               | San Benedetto da Norcia                     | Codigoro  | Pontelangorino e Italba |     |
| Pontemaodino                 | Santa Maria Addolorata                      | Codigoro  | Pontemaodino            |     |
| Lagosanto - San Pio          | San Pio X                                   | Lagosanto | centro                  |     |
| Lagosanto - Santa Maria      | Santa Maria della Neve                      | Lagosanto | centro                  |     |
| Torbiera                     | San Giovanni Evangelista                    | Codigoro  | Torbiera                |     |
| Volano                       | Santa Maria del Carmine                     | Codigoro  | Volano                  |     |

### Vicariato di San Maurelio
| Parrocchia         | Patrono                                    | Comune  | Frazione/Quartiere | Web |
| ------------------ | ------------------------------------------ | ------- | ------------------ | --- |
| Porotto            | Santi Filippo e Giacomo il Minore Apostoli | Ferrara | Porotto            |     |
| Aguscello          | San Michele Arcangelo                      | Ferrara | Aguscello          |     |
| Arginone           | San Giacomo Apostolo                       | Ferrara | Arginone           |     |
| Beato Tavelli      | Beato Tavelli da Tossignano                | Ferrara | centro             |     |
| Cassana            | Santa Maria Nascente                       | Ferrara | Cassana            |     |
| Chiesuol del Fosso | Assunzione di Maria Santissima             | Ferrara | Chiesuol del Fosso |     |
| Corpus Domini      | Corpus Domini                              | Ferrara | centro             |     |
| Sacra Famiglia     | Sacra Famiglia                             | Ferrara | centro             |     |
| San Giorgio        | San Giorgio Martire                        | Ferrara | centro             |     |
| San Luca           | San Luca Evangelista                       | Ferrara | centro             |     |
| Sant'Agostino      | Sant'Agostino                              | Ferrara | centro             |     |

### Vicariato di Santa Caterina Vegri
| Parrocchia              | Patrono                                       | Comune  | Frazione/Quartiere    | Web |
| ----------------------- | --------------------------------------------- | ------- | --------------------- | --- |
| Santa Caterina Vegri    | Santa Caterina Vegri                          | Ferrara | est                   |     |
| Barco                   | San Pio X                                     | Ferrara | Barco                 |     |
| Baura                   | Natività di Maria e San Lorenzo Martire       | Ferrara | Baura                 |     |
| Boara                   | San Giovanni Battista                         | Ferrara | Boara                 |     |
| Contrapò                | San Martino Vescovo                           | Ferrara | Contrapò              |     |
| Corlo                   | San Clemente Papa                             | Ferrara | Corlo                 |     |
| Correggio               | San Basilio Magno                             | Ferrara | Correggio             |     |
| Focomorto               | Santi Cosma e Damiano                         | Ferrara | Focomorto             |     |
| Fossadalbero            | San Giacomo Apostolo                          | Ferrara | Fossadalbero          |     |
| Francolino              | San Marco Evangelista                         | Ferrara | Francolino            |     |
| Malborghetto di Boara   | San Maurelio e Assunzione di Maria Santissima | Ferrara | Malborghetto di Boara |     |
| Mizzana                 | Annunciazione di Maria Vergine                | Ferrara | Mizzana               |     |
| Perpetuo Soccorso       | Santa Maria del Perpetuo Soccorso             | Ferrara | Borgo Punta           |     |
| Pescara                 | San Michele Arcangelo                         | Ferrara | Pescara Ferrarese     |     |
| Pontegradella           | San Paolo Apostolo                            | Ferrara | Pontegradella         |     |
| Pontelagoscuro          | San Giovanni Battista                         | Ferrara | Pontelagoscuro        |     |
| Quacchio                | San Giovanni Evangelista                      | Ferrara | Quacchio              |     |
| San Giuseppe Lavoratore | San Giuseppe Lavoratore                       | Ferrara | centro                |     |